# Villedieu-sur-Indre
Villedieu-sur-Indre ist eine französische Gemeinde mit 2615 Einwohnern (Stand: 1. Januar 2022) im Département Indre in der Region Centre-Val de Loire; sie gehört zum Arrondissement Châteauroux und zum Kanton Buzançais. Die Einwohner werden Théopolitains genannt.

## Geografie
Villedieu-sur-Indre liegt etwa zwölf Kilometer westlich von Châteauroux an der Indre. Umgeben wird Villedieu-sur-Indre von den Nachbargemeinden Saint-Lactencin im Norden und Nordwesten, Chezelles im Norden und Nordosten, Saint-Maur im Nordosten, Niherne im Osten und Süden, Neuillay-les-Bois im Süden und Südwesten, La Chapelle-Orthemale im Westen sowie Buzançais im Nordwesten.

## Bevölkerungsentwicklung
| Jahr      | 1962 | 1968 | 1975 | 1982 | 1990 | 1999 | 2006 | 2012 | 2018 |
| Einwohner | 2440 | 2326 | 2294 | 2276 | 2158 | 2340 | 2672 | 2755 | 2694 |

## Sehenswürdigkeiten
- Kirche Saint-Sébastien aus dem 11. Jahrhundert, weitgehend im 19. Jahrhundert neu errichtet, seit 1994 Monument historique

## Persönlichkeiten
- Henri d’Astier de la Vigerie (1897–1952), Offizier, monarchistischer Journalist und Mitglied der Résistance